# Guissona
Guissona (em catalão e oficialmente) ou Guisona (em castelhano) é um município na comarca de Segarra, província de Lérida, comunidade autónoma da Catalunha. Tem 18,1 km² de área e em 2021 tinha 7 291 habitantes (densidade: 402,8 hab./km²).

## Demografia
| Variação demográfica do município entre 1991 e 2004 [carece de fontes?] | Variação demográfica do município entre 1991 e 2004 [carece de fontes?] | Variação demográfica do município entre 1991 e 2004 [carece de fontes?] | Variação demográfica do município entre 1991 e 2004 [carece de fontes?] |
| ----------------------------------------------------------------------- | ----------------------------------------------------------------------- | ----------------------------------------------------------------------- | ----------------------------------------------------------------------- |
| 1991                                                                    | 1996                                                                    | 2001                                                                    | 2004                                                                    |
| 2642                                                                    | 2928                                                                    | 3581                                                                    | 4439                                                                    |